# トヨタ・VDエンジン
トヨタ・VDエンジンは、トヨタ自動車の水冷V型8気筒ディーゼルエンジンの系列である。
トヨタ初のV型8気筒ディーゼルエンジン。2007年3月に大幅マイナーチェンジされたランドクルーザー70系のオーストラリア仕様に初搭載。さらに2008年発売の200系にも搭載され、こちらはツインターボ仕様もある。
なお、2011年（平成23年）に発売されたトヨタのプレジャーボート「PONAM-35」に搭載される「M1VD-VH」エンジンは本エンジンをマリン用に仕様変更したものである。
製造は豊田自動織機が担当する。

## 系譜
- エンジン型式一覧の自動車用エンジンの系譜を参照。

## 型式

### 1VD-FTV
- 生産期間
  - 2007年3月 -

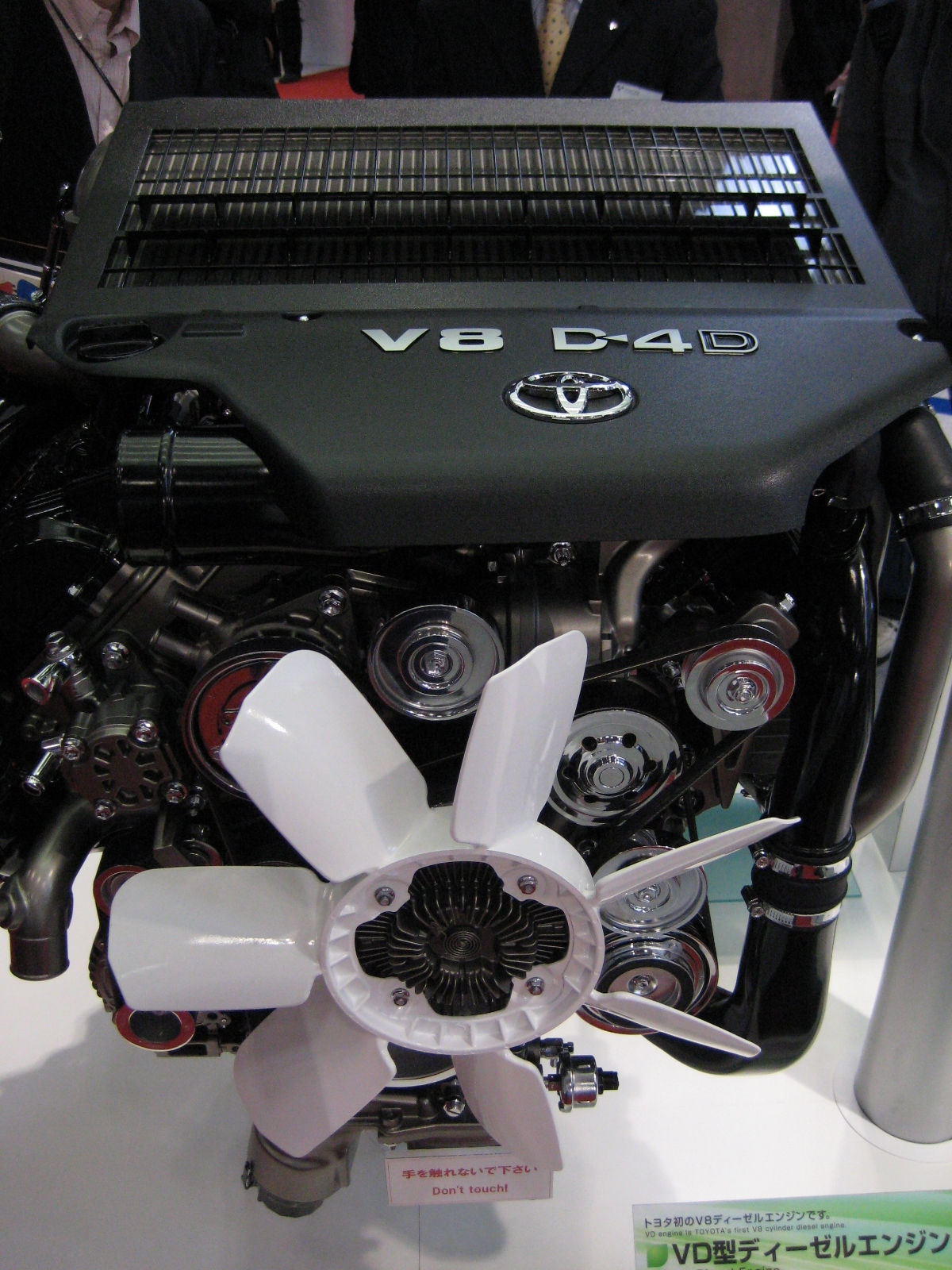
1VD-FTV

- 種類：V型8気筒DOHC 32バルブ インタークーラーターボディーゼル
- 排気量：4.461L
- 内径×行程：86.0×96.0(mm)
- 圧縮比：16.8
- 参考出力：151kW(205ps)/3,400rpm <欧州LC200 210kW 650N>
- 参考トルク：430Nm(43.8kgm)/1,200rpm

ツインターボ仕様(現在は200系のみ)
- 種類：V型8気筒DOHC 32バルブ 可変ジオメントリー式コモンレール式ダイレクトインジェクションインタークーラー付ツインターボディーゼル
- 排気量: 4461 cc
- 圧縮比: 16.8:1
- 参考出力: 195 kW (265 PS) 3,400rpm
- 参考トルク: 650 N·m (65.8 kgm) 1,600-2,800rpm